# Rensved
Rensved är en by i Revsunds distrikt (Revsunds socken) i Bräcke kommun, Jämtlands län (Jämtland). Byn ligger vid sidan av vägskälet där länsväg 570 utgår från länsväg 568, nära gränsen till Lockne distrikt (Lockne socken) i Östersunds kommun, cirka fyra kilometer från tätorten Pilgrimstad.
Öster om byn finns en sjö som heter Vaplan, nordväst om byn finns en mindre tjärn som heter Rensvedtjärnen och nordöst om byn finns en annan mindre tjärn som heter Blindsilltjärnen.